# Yola Polastri
Yolanda Piedad Polastry Giribaldi (Lima, 25 de febrero de 1950-La Molina, 7 de julio de 2024), conocida artísticamente como Yola Polastri, fue una animadora infantil, presentadora, cantautora, coreógrafa, actriz y realizadora peruana, que ganó notoriedad por sus programas infantiles en la televisión peruana.
Sus programas más importantes fueron El mundo de los niños, Los niños y su mundo y Hola Yola, el cual estuvo ininterrumpidamente al aire por más de veinte años, saliendo de la programación con más de veintiún puntos de índice de audiencia.
Como pionera en la televisión peruana en programas para niños, que ella produjo también, las canciones interpretadas por Yola en sus programas son considerados clásicos en la música infantil.

## Biografía

### Primeros años
Polastri estudió en el Colegio Santa Rosa de Lima en el distrito de Lince. A sus siete años de edad fue diagnosticada con púrpura sanguínea, una condición que ella misma describió como «anemia severa» y por lo cual fue desahuciada por los médicos de la época.
Ya en su adolescencia, demostraba sus habilidades, siendo becada por el ballet de Miraflores que dirigieron Diana Kané y Fanny Dreyfus, y danza moderna con el ballet Trudy Kressel. Por otro lado, encaminó su vocación por la actuación preparándose en el Club de Teatro de Lima.

### Entrada a la televisión
A la edad de diecisiete años, ella ingresó a Panamericana Televisión como bailarina extra, terminando coanimando y coprotagonizando en distintos programas y telenovelas de la cadena como Ritmolandia, Matrimonio y algo más, El buen ambiente, Topoyadas, El Tío Johnny, Simplemente María, El adorable profesor Aldao, Inconquistable Viviana Hortiguera y Un verano para recordar; compartiendo pantalla con grandes figuras como Ofelia Lazo, Saby Kamalich, Regina Alcóver, Ricardo Blume, Julio Alemán, Patricia Aspíllaga, Gustavo Rojo, Leonardo Torres Descalzi, Cuchita Salazar, Vlado Radovich, Martín Clutet, entre otros.
Durante el gobierno de Juan Velasco Alvarado, la productora Nancy Soto la contrató, señalando que ella era poco extravagante para la audiencia familiar. Desde 1972 hasta 1974, Polastri fue conductora de los programas El mundo de los niños, programa infantil que posteriormente se convertiría en Los niños y su mundo (1974-1978); luego su popular programa infantil Hola Yola, y finalmente Yola Rocker en América Televisión.
Estos programas eran educativos, asesorados por profesores, sin hablar sobre política ni religión. A su vez, estos contaban con temas musicales, inicialmente basadas en la nueva ola. Algunos de los temas fueron adaptaciones de Enrique Fischer. Los artistas Roberto «Tito» Chicoma y Víctor Cuadros participaron en los arreglos musicales.
Muchos niños del elenco, denominados dentro del programa como sus burbujitos, se mantuvieron trabajando en el ambiente artístico de radio y televisión. Entre ellos están Jorge Benavides, Roxana Vargas, Michael Ovalle, Juan Carlos Orderique, Jorge «Coco» Gutiérrez Micky Rospigliosi y Alberto Beingolea. 
En junio de 1980, tuvo sus primeras dos presentaciones multitudinarias en el Estadio Alejandro Villanueva (en ese entonces conocido como «Alianza Lima»), siendo grabado y transmitido como un especial de su programa. El estadio, con una capacidad para 33 938 espectadores, estuvo a su máxima capacidad en esas dos fechas. Al año siguiente, durante un viaje personal a la ciudad de Iquitos, conoció al cantante de rock Mick Jagger, mientras este se encontraba en el Perú debido a la grabación del filme Fitzcarraldo.
Durante 1981 y 1987 realizo varias presentaciones en la recordada Feria del Hogar junto a su elenco del programa.
En 1983, en su álbum "Yola Discoteque", lanzó una de las canciones que apareció en un comercial de América Televisión: "Hello América", se inspiró de Massiel, la cantante española que luego Yola Polastri la cantaría y lanzaría dentro del álbum: "Yola Discoteque".
En 1984 empezo a darle un toque juvenil a su imagen y programa, con bloques y nuevas canciones. Ese mismo año salio al mercado su álbum "La Banda de... ¡Hola Yola!", donde incluyo varios temas juveniles y recordados por sus fanaticos como "Buscando" y "Baila Conmigo".
Durante 1984 y 1986 realizo sus tan recordados "videos de colores" que eran presentados a lo largo del programa.
En 1986 lanzo su álbum "Yola... A Todo Ritmo" donde habian canciones de rock, salsa y merengue.  
A mediados de 1987, la animadora infantil brindó una apoteósica presentación en el Estadio Nacional del Perú para niños de pueblos jóvenes. El evento fue organizado por la Fundación por los Niños del Perú, dirigida por la entonces primera dama, Pilar Nores, quien, además, le entregó a Yola un reconocimiento «a nombre de todos los niños pobres del Perú». En noviembre del mismo año, repitiría la experiencia pero, esta vez, fue realizado para las familias de la Fuerzas Policiales, que al año siguiente se unificarían en la Policía Nacional del Perú. Aquel suceso llenó todo el recinto. 
Entre fines de 1989 y comienzos de 1990, la conductora presentó Hola Yola Rocker, que iba dirigido a un público juvenil. Fue una sus mayores apuestas hacia la renovación de su programa debido a que ella tenía afición al rock. Sin embargo, el proyecto fracasó, por lo que retornó a su antiguo formato infantil. Ese mismo año, debido al uso excesivo de lentes de contacto, tuvo un problema ocular debido a la introducción de un parásito en su ojo derecho, por lo que durante 1 año se le caracterizó por usar en sus programas lentes oscuros. Finalmente, los médicos lograron salvarle la córnea; aunque posteriormente diría que este episodio le ocasionó un problema de visión desde entonces. 
Debido al surgimiento de programas infantiles de corte más moderno como El show de Yuly, Nubeluz y El show de Xuxa, Hola Yola fue levantado del aire a fines de 1994. Luego de eso, Yola se retiró de la televisión y, según la periodista Patricia Salinas, jamás la llamaron de ningún otro canal. Ella acusó posteriormente al Gobierno de Alberto Fujimori por permitir que sus competidores disminuyeran la calidad de sus producciones.

### Retiro de la televisión y presentaciones

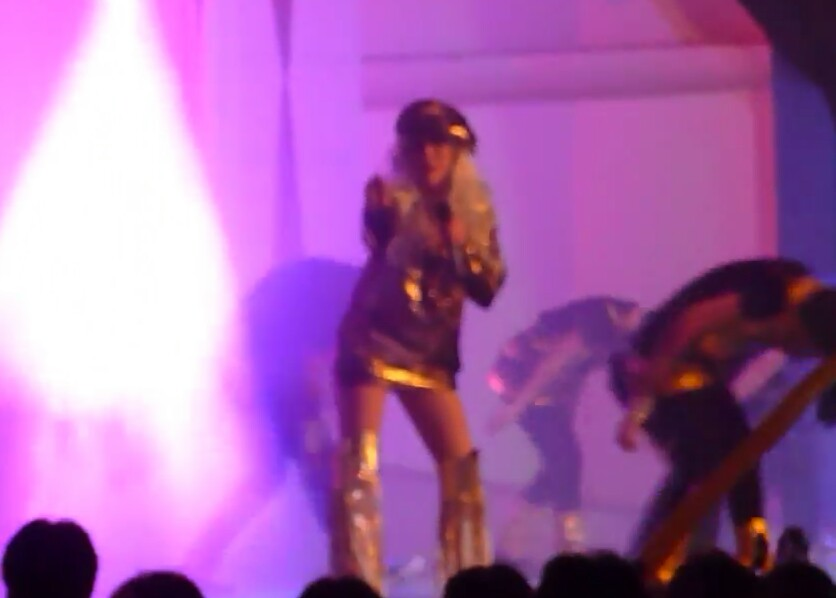
El show de Yola Polastri (2012)

Mientras tanto, Polastri se dedicó a hacer espectáculos particulares y animaciones de eventos, así como continuó con su taller de jóvenes talentos. En la década de 2000, Polastri presentó sus espectáculos en el Teatro Marsano y el Teatro Canout. Algunos de sus eventos incluyeron la hora loca.
En 2005, realizó su evento especial Recobrando valores en el Estadio Monumental para quince mil personas. Desde entonces, se volvió en una campaña social.
En julio de 2012, celebró sus cuarenta años de vida artística infantil en la Concha Acústica del Campo de Marte.
En septiembre de 2018, Yola Polastri fue sometida a una embolización luego de que se le detectara un aneurisma cerebral. La operación resultó un éxito y, luego de un periodo de recuperación, continuó con sus presentaciones.
En febrero de 2024, anunció su retiro de los escenarios, presentándose por última vez en el Coliseo Dibós, con su espectáculo Hola Yola Rocker, que contó con la participación del grupo de rock Rio.

## Fallecimiento

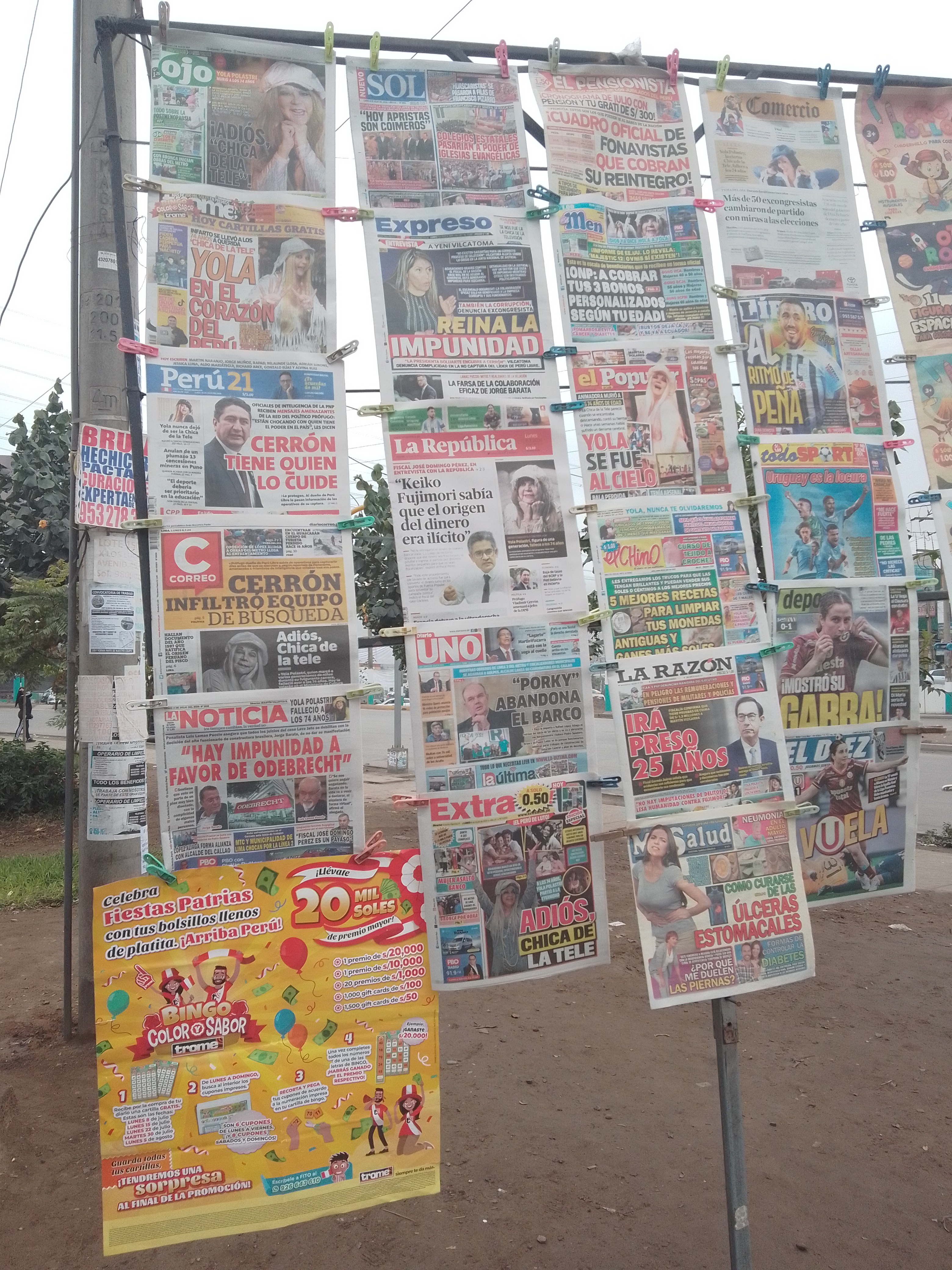
Titulares de periódicos informando sobre la muerte de la artista, un día después de su fallecimiento.

A las 6:00 a. m. del 7 de julio de 2024 a los 74 años, Polastri falleció debido a un infarto al miocardio en su casa de La Molina. Ella se encontraba recuperándose de un accidente cerebrovascular ocurrido en el mes de mayo, por lo cual estuvo internada en la Clínica Delgado en Miraflores hasta fines de junio. Por petición de su familia, se permitió la asistencia del público en su velorio con la condición de llevar ropa colorida. Sus restos fueron enterrados en el cementerio Jardines de la Paz de La Molina.

### Reacciones
Uno de los primeros en declarar sobre la muerte de la artista fue su sobrina Danitza Pavlich Posteriormente lo hicieron conocidos personajes de la televisión como Magaly Medina, Danny Rosales, Michael Finseth, Germán Loero, Gonzalo Torres, Alberto Beingolea, Patricio Suárez-Vértiz, Bruno Pinasco, Jorge Benavides y Juan Carlos Orderique.También autoridades como el Ministerio de Cultura, Alejandro Muñante, Lourdes Alcorta, Carla García, entre otros.
Tras su fallecimiento, el Ministerio de Cultura le otorgó la distinción de personalidad meritoria de la cultura a título póstumo.

## Elenco deHola Yola
El famoso programa infantil de Yola Polastri tuvo un elenco conformado por chicos y chicas de distintas edades que no sobrepasan los diecinueve años. Eran escogidos por medio de tres audiciones de un total de mil personas (entre niños y adolescentes). Estas pruebas tenían una duración de tres días (una audición por día) en las cuales tenían que demostrar un buen desempeño para lograr pasar a la segunda ronda y después a la última ronda. Los aspirantes eran cogidos por sus destrezas físicas en el baile, creatividad en el movimiento demostrado, actitud frente al sonido de la música, perseverancia al tono de la canción, invención de pasos, ritmo en el movimiento, gracia y postura, y la intervención de gestos que vayan acorde a la canción a la hora del baile. Otra característica evaluada en la audición es el físico. Aunque la característica primordial era una gran habilidad en el baile y una memorización de los pasos, el físico era fundamental para complementar la imagen que se le quería transmitir al público.
Yola tuvo durante el paso de los años un cambiante y distinguido elenco conformado por Humberto Uribe. Se clasificaban en algunos grupos según su rango de edad:
- Pollitos: son niños de temprana edad de tres a seis años, aproximadamente, entrenados para hacer pequeños actos en las funciones en canciones como «El telefonito», «Capitán de los siete mares», «La gallina turuleca», etc. Su rasgo especial es que eran escogidos por su forma de desenvolverse ante el público (sin miedo ni inhibición).

- Burbujas: son niños(as) de siete años, aproximadamente, hasta los catorce o quince años. Normalmente, suelen usar overoles.

- Muñecas: son bailarinas principales de Yola. Hacen todo el espectáculo y las presentaciones con ella. Sus vestuarios se distinguen porque son de distintas escalas de colores muy llamativos. Muchas de las muñecas fueron burbujas. Una de las características primordiales por las cuales son escogidas en los cástines son por el control y autodominio del cuerpo al bailar, además de tener ritmo y gracia.

- YolaBoys: son chicos que bailan junto a Yola. Hacen una audición al igual que las muñecas y son escogidos por las mismas características que deben presentar a la hora de bailar.

Desde la década de 1990, Polastri dirigió la Asociación Cultural Hola Yola, continuando con las mismas pautas que utilizó en su fenecido programa infantil, rescatando jóvenes talentos que le acompañaron en sus presentaciones y giras alrededor del Perú.

## Premios y nominaciones
| Año  | Premios      | Categoría                       | Resultado | Ref.   |
| ---- | ------------ | ------------------------------- | --------- | ------ |
| 1986 | Premio Astro | Mejor programa infantil del año | Ganadora  | [ 36 ] |
| 1986 | Premio Circe | Mejor programa infantil del año | Ganadora  | [ 36 ] |

Fue tambien premiada por el Congreso en el Grado de Magister

## Discografía
- ¡Hola, Yola! (1975), Odeon/Iempsa (miniplay)
- El romance del cucharón y la espumadera (1975), Odeon/Iempsa (miniplay)
- Las palmaditas (1976), Odeon/Iempsa (miniplay)
- La semillita (1976), Odeon/Iempsa (miniplay)
- La pantera aventurera (1977), Odeon/Iempsa (miniplay)
- La parrandita de Yola (1977), Odeon /Iempsa (LP)
- Pa' rondas y pa' ronditas (1978), Odeon/Iempsa (LP)
- Yo... Yola... y... los niños y su mundo (1979), Odeon/Iempsa (LP)
- Navidad con Yola (1979), Odeon/Iempsa (LP)
- Los Nomitos (disco de 45 RPM que venía de regalo con el LP de Navidad con Yola).[nota 3]
- Disco Yola (1980), Odeon/Iempsa (LP)
- Soy Yola... la que le canta a los niños (1981), Odeon/Iempsa (LP)[nota 4]
- El baile de los pajaritos, 1981 (disco de 45 RPM).[nota 5]
- Yola y sus muñecas (1982), Odeon/Iempsa (LP)
- Fanta y yo somos amigos (sencillo de 45 RPM auspiciado por Fanta)
- Yola Discoteque (1983), Odeon/Iempsa (LP)
- La banda de... ¡Hola Yola! (1984), Odeon/Iempsa (LP)
- La semillita/La pantera aventurera (reedición en LP), 1984, Odeon/Iempsa (LP)
- Yola a todo ritmo. Sabor a miel (1986), Iempsa (LP)
- Hola Yola Rocker (1989), Iempsa (LP)